# Ruzyňský toleranční hřbitov
Ruzyňský toleranční hřbitov se nachází v Praze v městské čtvrti Ruzyně, v Huberově ulici. Je chráněn jako kulturní památka České republiky.

## Historie
Jde o hřbitov evangelický, jeden z mnoha evangelických hřbitovů založených po roce 1784 po vyhlášení tzv. tolerančního patentu Josefem II. a jeden ze dvou na území Prahy. V revolučním roce 1848 zde uctili památku bojovníků padlých v Bitvě na Bílé hoře pražští studenti, kteří byli nuceni kvůli policii přehodnotit svůj původní záměr vykonat tento akt na jediném (a ilegálním) pietním místě zvaným Světluška, jež se nacházela nedaleko u zdi obory Hvězda.
Poslední pohřeb se zde konal roku 1945. V roce 2000 byla obnovena zeď kolem hřbitova. Hřbitov byl dlouho veřejnosti volně přístupný, ale v roce 2022 se už zamykal. 
Někdy je uváděn jako nejmenší hřbitov v Praze. Avšak nejmenším je Benický hřbitov. Druhý evangelický hřbitov se nachází ve Strašnicích.

## Galerie

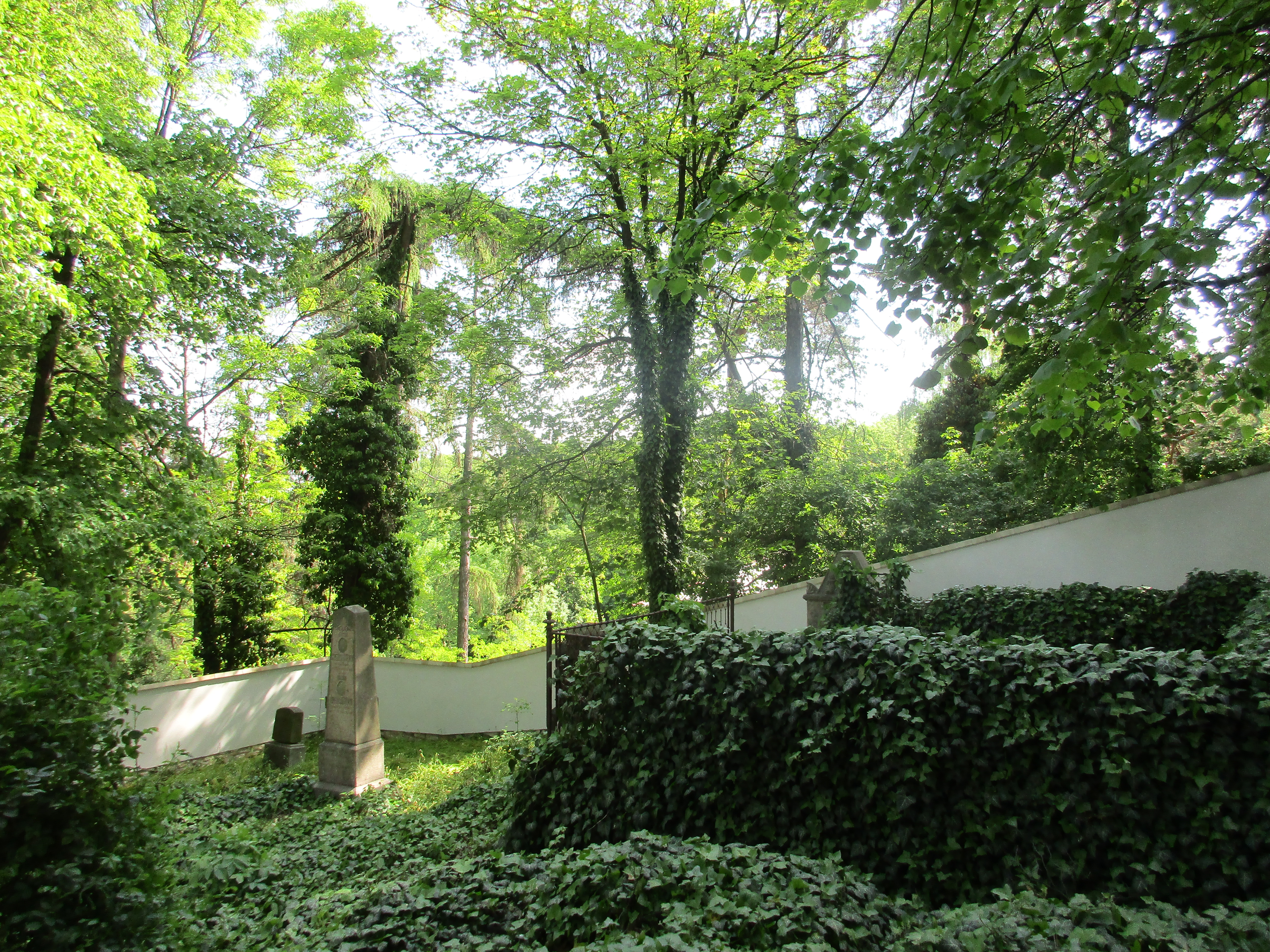
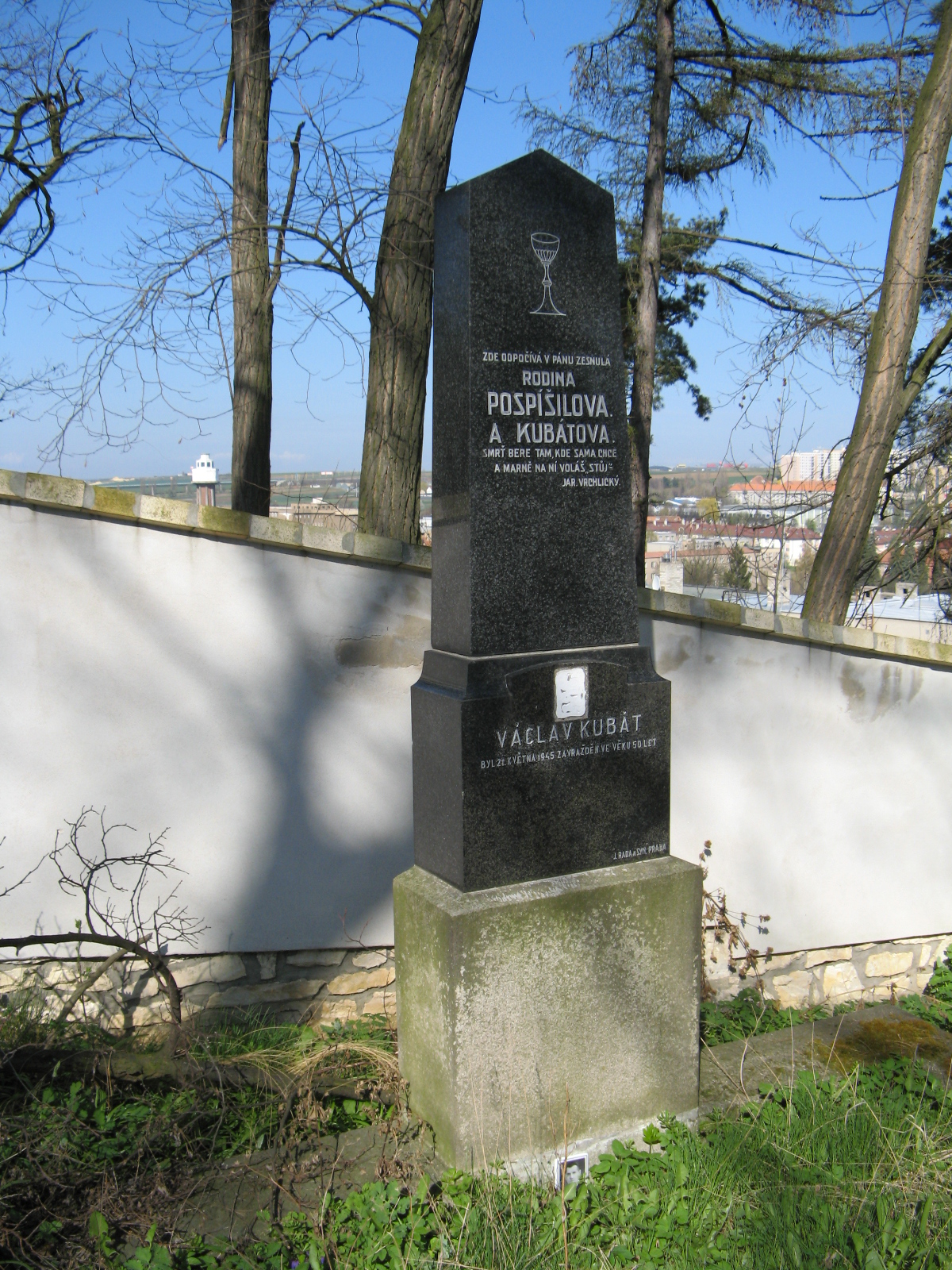
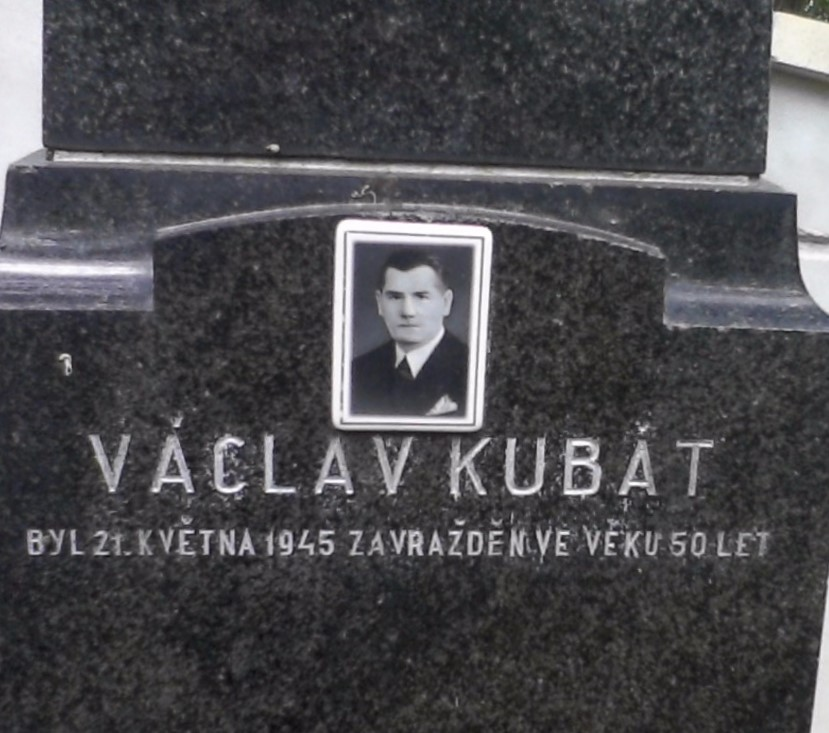
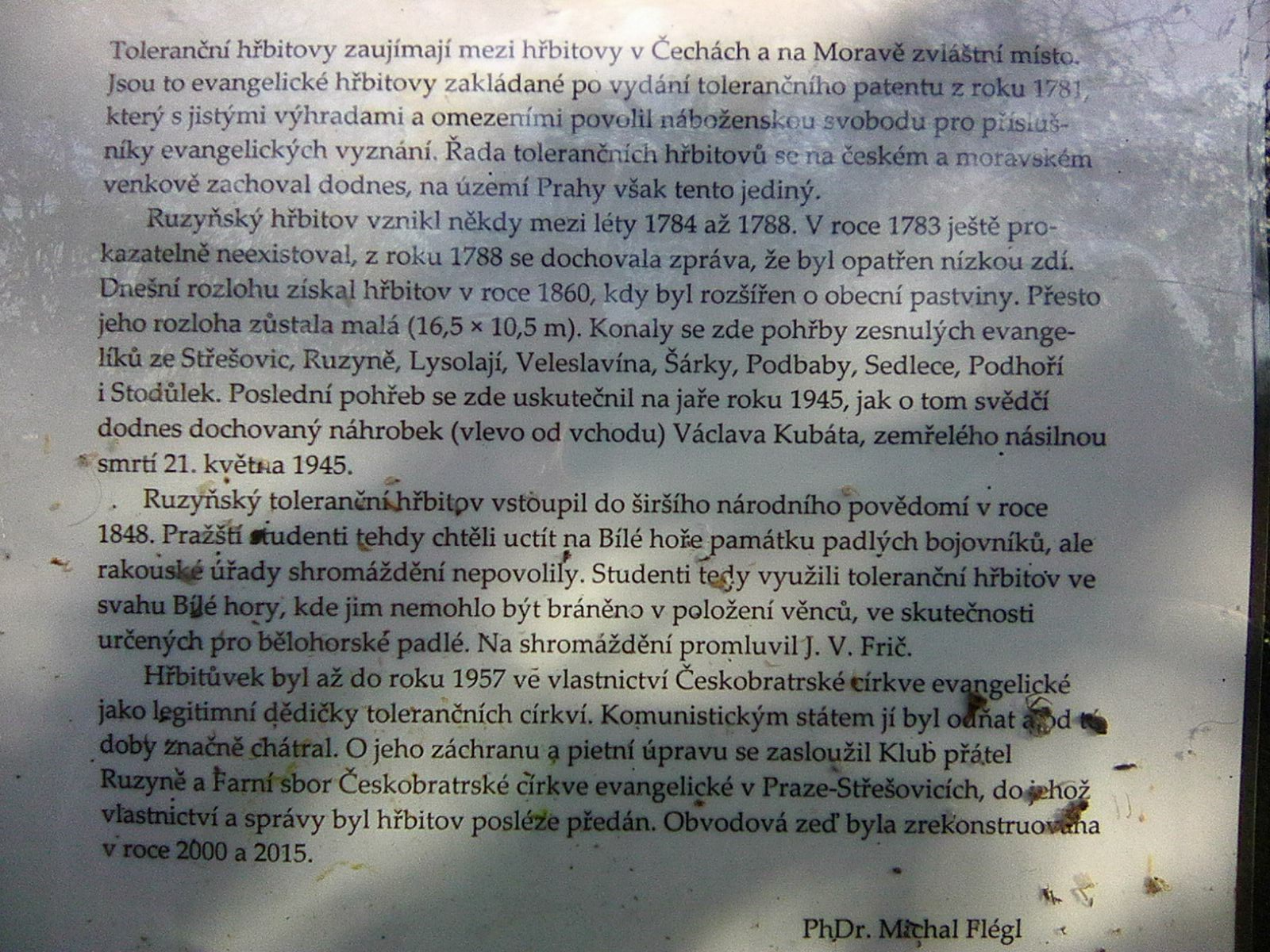